# Belyaevostella hispida
Belyaevostella hispida is een zeester uit de familie Caymanostellidae.
De wetenschappelijke naam van de soort werd in 1984 gepubliceerd door Aziz & Jangoux.